# Ring, alla klockor
Ring, alla klockor (tidigare Ringen, I klockor; danska Kimer, I klokker) är en julpsalm med text från 1856 av Nicolai Frederik Grundtvig, översatt till svenska 1879 av Emilia Ahnfelt-Laurin, texten bearbetades ytterligare 1936 av Natanael Beskow. Musik: Stralsund (1665).

## Publicerad i
- 1937 års psalmbok som nr 54 under rubriken "Jul".
- Frälsningsarméns sångbok 1968 som nr 600 under rubriken "Jul".
- Sionstoner 1972 som nr 108
- Den svenska psalmboken 1986 som nr 427 under rubriken "Jul".
- Psalmer och Sånger 1987 som nr 493 under rubriken "Kyrkoåret - Jul".[1]
- Frälsningsarméns sångbok 1990 som nr 724 under rubriken "Jul".